# Gâscă cu gât roșu
Gâsca cu gât roșu (Branta ruficollis), numită și gâsca cu piept roșu, gâsca cu cravată, este o gâscă mai mică decât gârlițele cu penajul cel mai frumos colorat întâlnit în Europa, care cuibărește în tundra siberiană și iernează mai ales în sud-estul Europei (România și Bulgaria, uneori în Republica Moldova). Este o pasăre-simbol pentru Dobrogea.
Gâsca cu gât roșu cuibărește în zonele de tundră din Siberia arctică, în special în peninsula Taimîr, cu o mică populație în peninsulele Gîdan și Iamal. Iernează din noiembrie până în martie în sud-estul Europei și sud-vestul Asiei, în principal pe coastele nordice și vestice ale Mării Negre (în România, Bulgaria și Ucraina) și pe coastele Mării Caspice. În trecut ierna numai pe coastele vestice ale Mării Caspice, dar înlocuirea culturilor de cereale cu cele de bumbac și viță de vie a determinat în anii ’60 schimbarea cartierelor de iernare a acestei specii în vestul Mării Negre (România), iar mai recent a început să ierneze și pe coastele Bulgariei, uneori în Grecia. Doar puține exemplare ajung să ierneze în vestul Europei, împreună cu efective din alte specii din același gen - gâscă neagră (Branta bernicla) sau gâscă călugăriță (Branta leucopsis). Populația estimată din cartierele de iernare este situată în jurul valorii de 27.000 de exemplare, dar este fluctuantă. Cea mai mare parte a populației mondiale (circa 90%) iernează în România și Bulgaria. În iernile mai blânde, rămâne pentru a ierna în număr mai mare în Ucraina, iar în iernile mai aspre coboară spre sud, până în Grecia. În România se pot observa în timpul pasajelor 8.000-17.000 de exemplare și iernează 9.000-20.000 de exemplare,  mai ales în zonele umede din sudul Deltei Dunării, deplasându-se pe câmpurile cu grâne de toamnă. În Republica Moldova este o specie mai rară,  care poate fi observată în timpul pasajului de toamnă (noiembrie-decembrie) în bălțile Prutului, se estimează că iernează până la 220 de exemplare. Fiind o specie rară și vulnerabilă, este protejată în Rusia și în mai multe țări europene, inclusiv în România și în Republica Moldova. Este inclusă în Cartea Roșie a Republicii Moldova și a României și este o specie ocrotită la nivel internațional prin convenții și legi: CEE 2-3, BERNA 3, BONN 2, AEWA.
Este o specie vegetariană. Hrana în locurile de cuibărit este formată din specii vegetale aflate în tundra siberiană (iarbă, frunze sau semințe). În cartierele de iernare din sud-estul Europei se hrănește în timpul zilei pe culturile agricole, la început cu boabele de porumb care au rămas risipite după recoltare, iar mai apoi cu grâu de toamnă (uneori și cu rapiță). Înnoptează pe lacuri, iar când acestea îngheață, se așază și pe mare. Atunci când distanța între locurile de înnoptare și cele de hrănire depășește 30 km, preferă să caute alte locuri de hrănire și înnoptare, de obicei mai în sud, mai ales când culturile de cereale sunt acoperite de zăpadă. 
Părăsește locurile de iernat la sfârșitul lunii ianuarie - prima jumătate a lunii februarie. Ajunge în zona de tundră din Siberia o dată cu apariția vegetației. În nordul Siberiei cuibărește în colonii mici (formate din 4-5 perechi), situate pe malurile râurilor. După sosirea la începutul lunii mai în locurile de cuibărit începe imediat construirea cuibului, care este situat în ierburile dese de pe malurile abrupte ale râurilor în cavități din sol, de circa 5-8 cm adâncime. Uneori cuibul este amplasat în apropierea cuiburilor șoimului călător (Falco peregrinus), șorecarului încălțat (Buteo lagopus) sau ale bufniței zăpezilor (Nyctea scandiaca), care le protejează de prădătorii tereștri, așa cum este vulpea polară (Alopex lagopus).  Pentru constituirea cuibului, femela folosește tulpinițele de graminee uscate și puful de pe abdomenul propriu. Femela depune o singură pontă pe an formată din 3-10 (de obicei 6-7 ouă) ouă pe care le clocește timp de 23-25 de zile, masculul stă în apropiere, asigurând-o cu hrană. Pe la mijlocul lunii iulie are loc eclozarea puilor care, după 24–36 de ore de la eclozare pot înota și sunt conduși de către femelă și mascul în locurile de hrănire. Puii devin zburători la 35-42 de zile. Păsările adulte năpârlesc complet la sfârșitul lui iulie. Majoritatea păsărilor devin zburătoare după năpârlire, în a treia decadă a lunii august, iar pe la finele lunii septembrie își iau zborul spre sud ultimele cârduri de păsări. Distanța parcursă între zonele de cuibărit și cartierele de iernare depășește 4.000 km. 

## Referințe

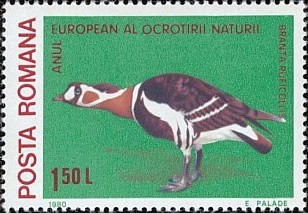
Timbru poștal românesc din 1980

## Legături externe

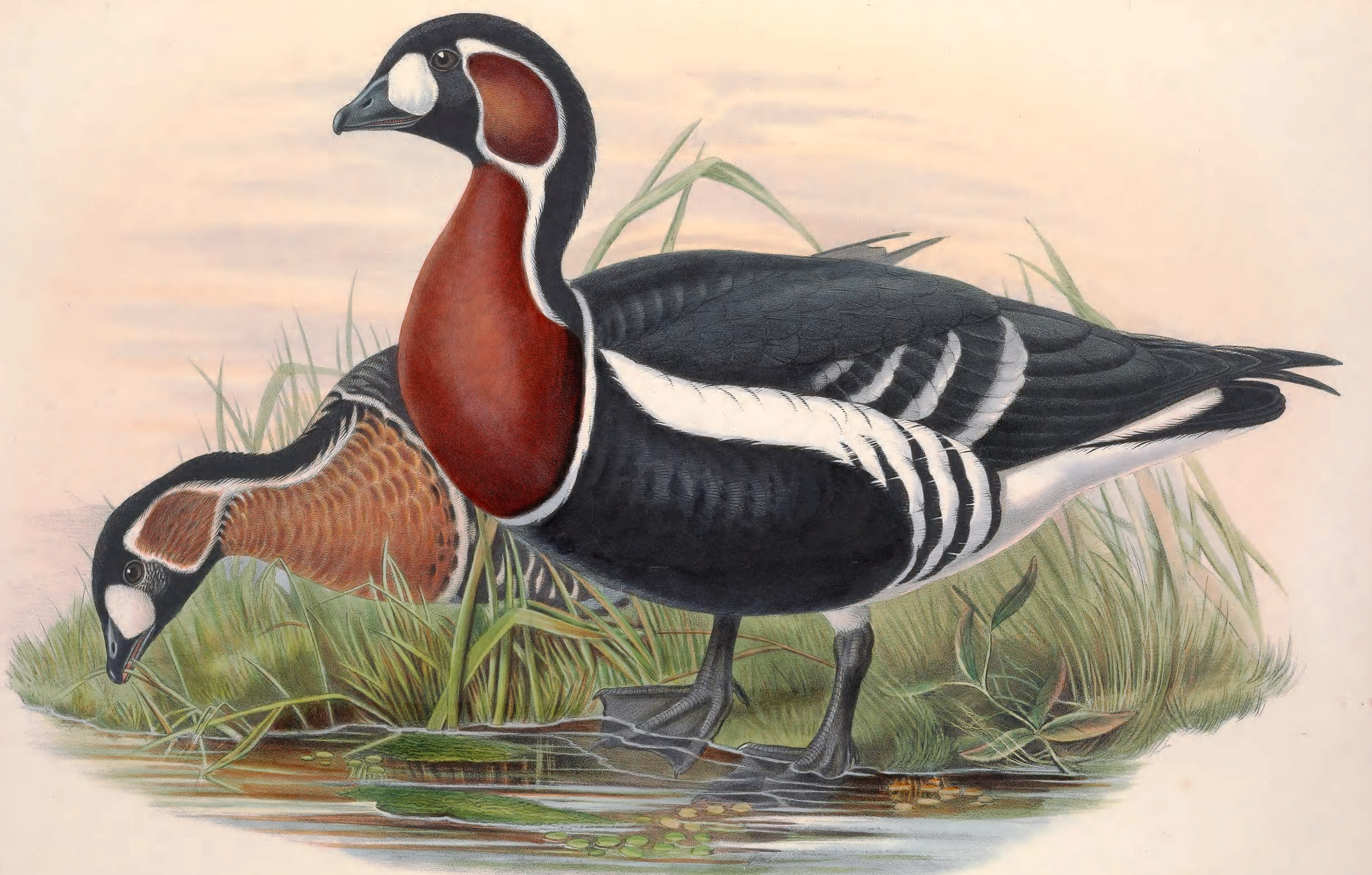
Gâsca cu gât roșu după John Gould
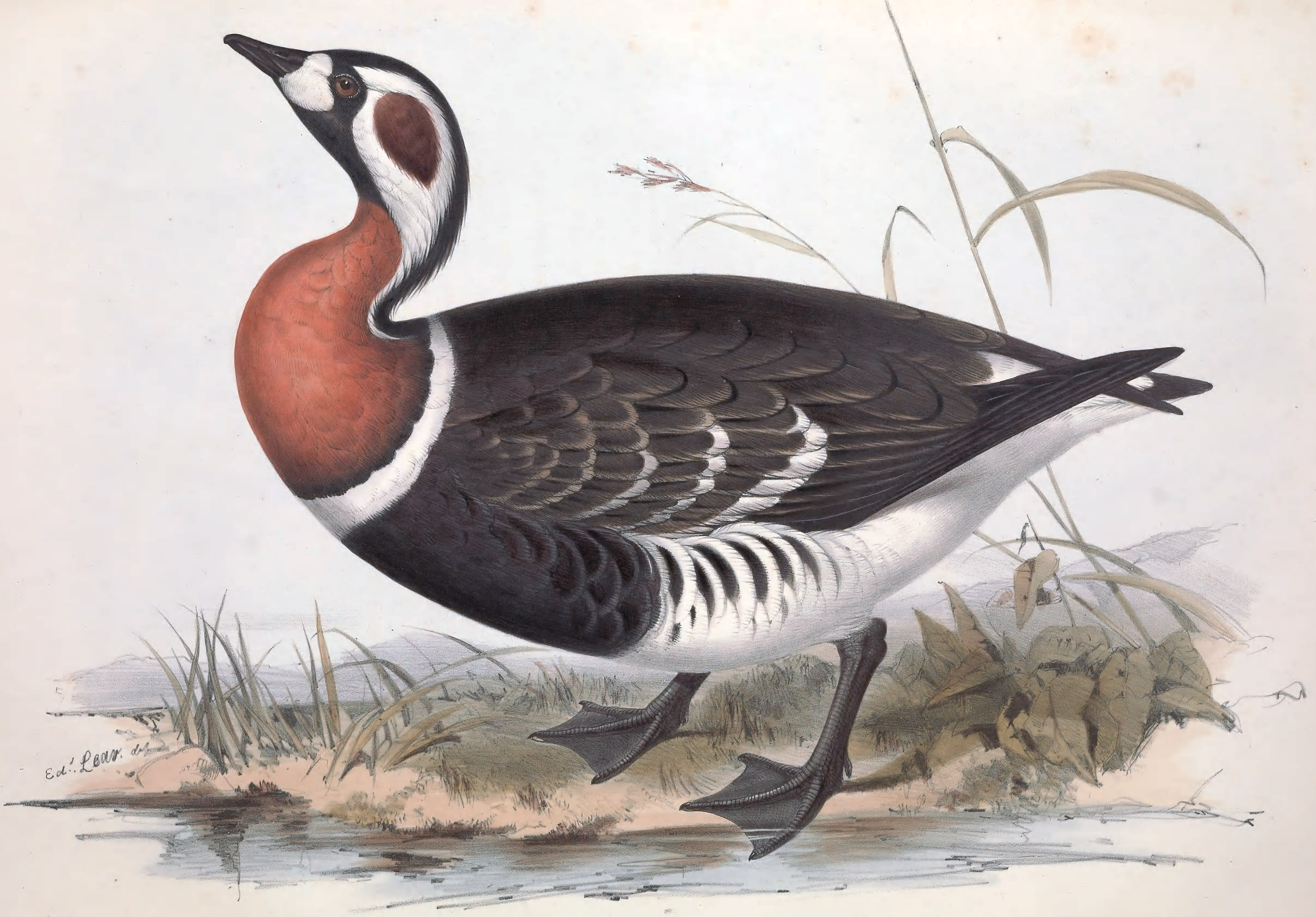
Gâsca cu gât roșu după John Gould
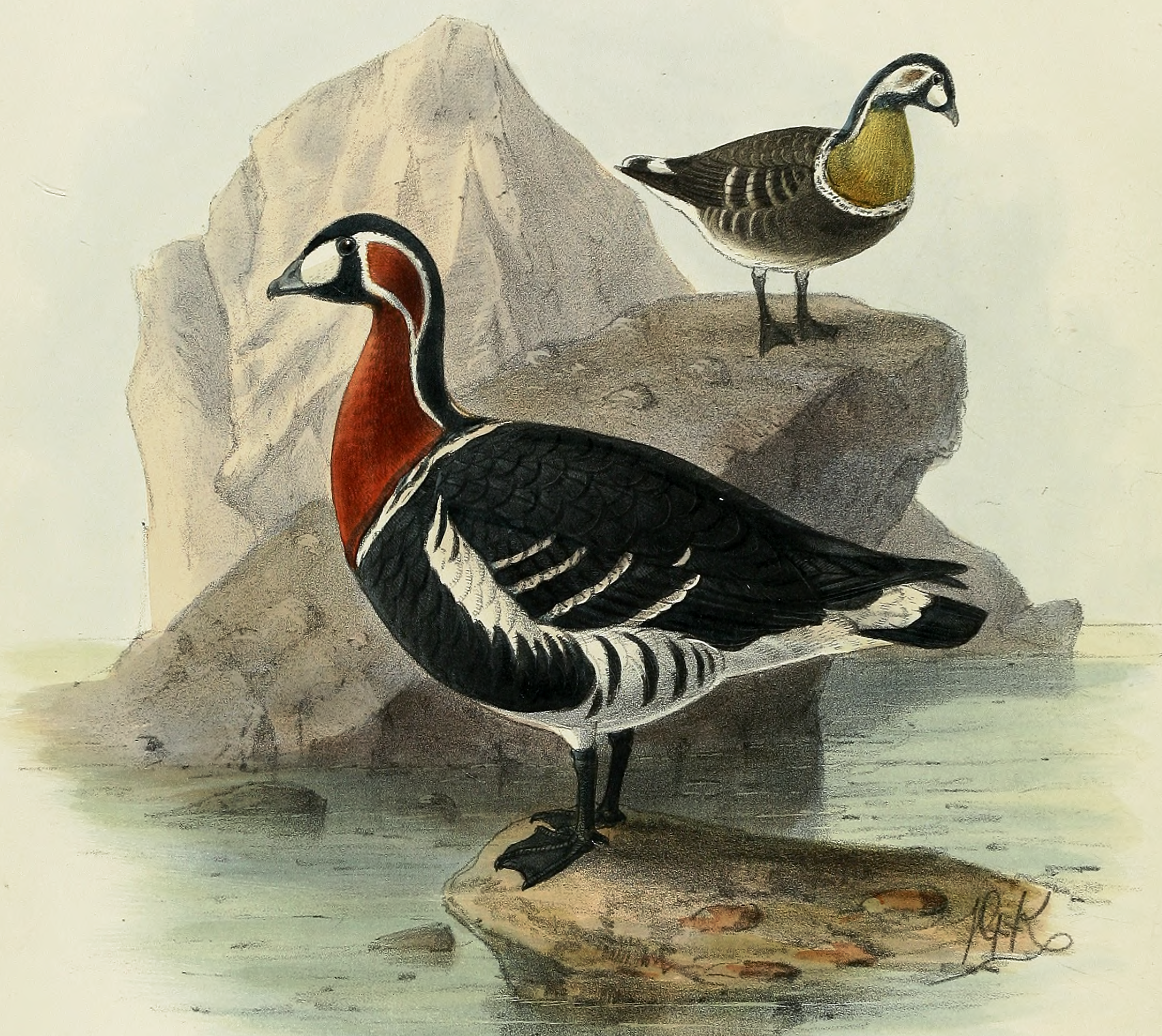
Gâsca cu gât roșu după Dresser
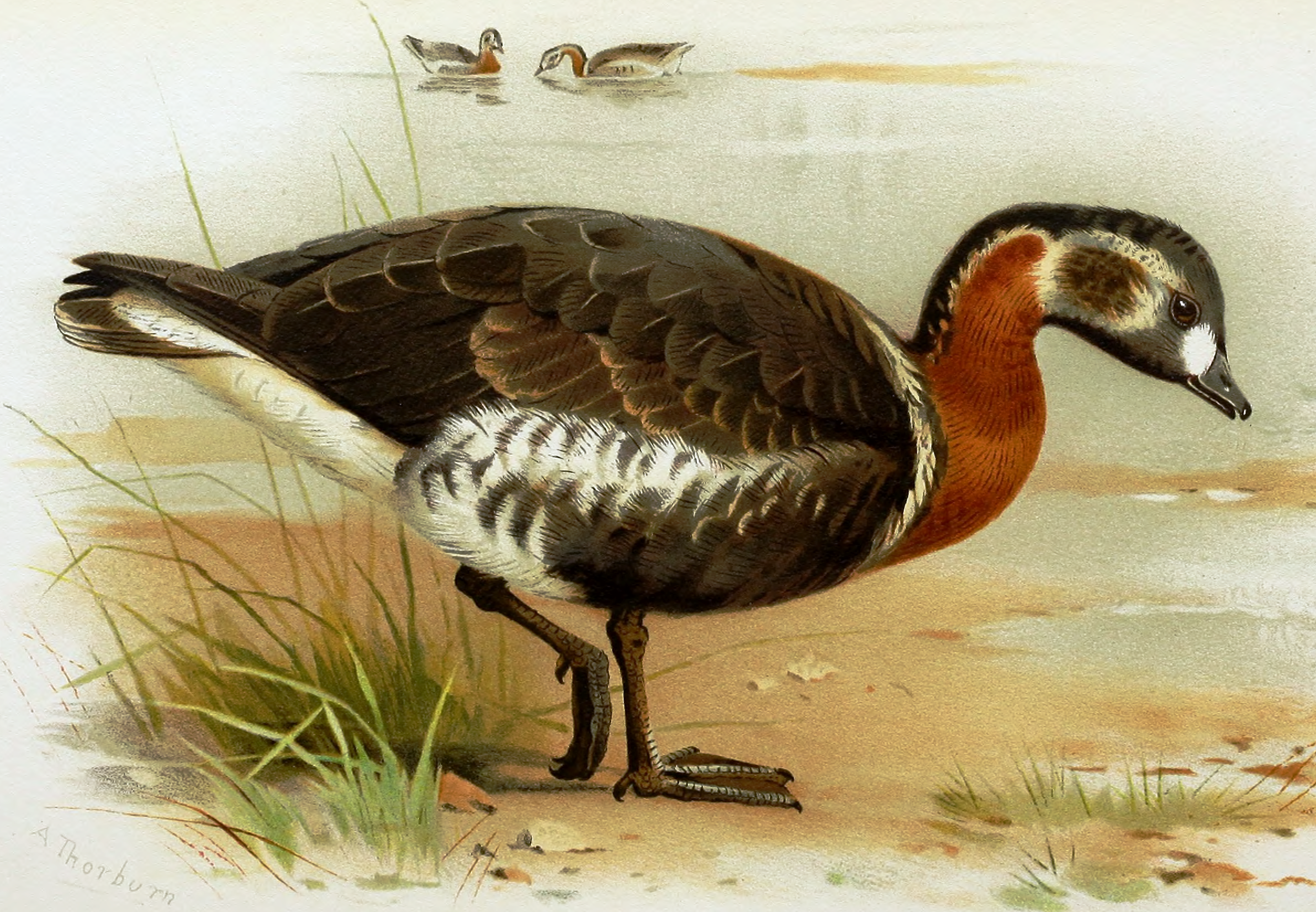
Gâsca cu gât roșu după Lord Lilford
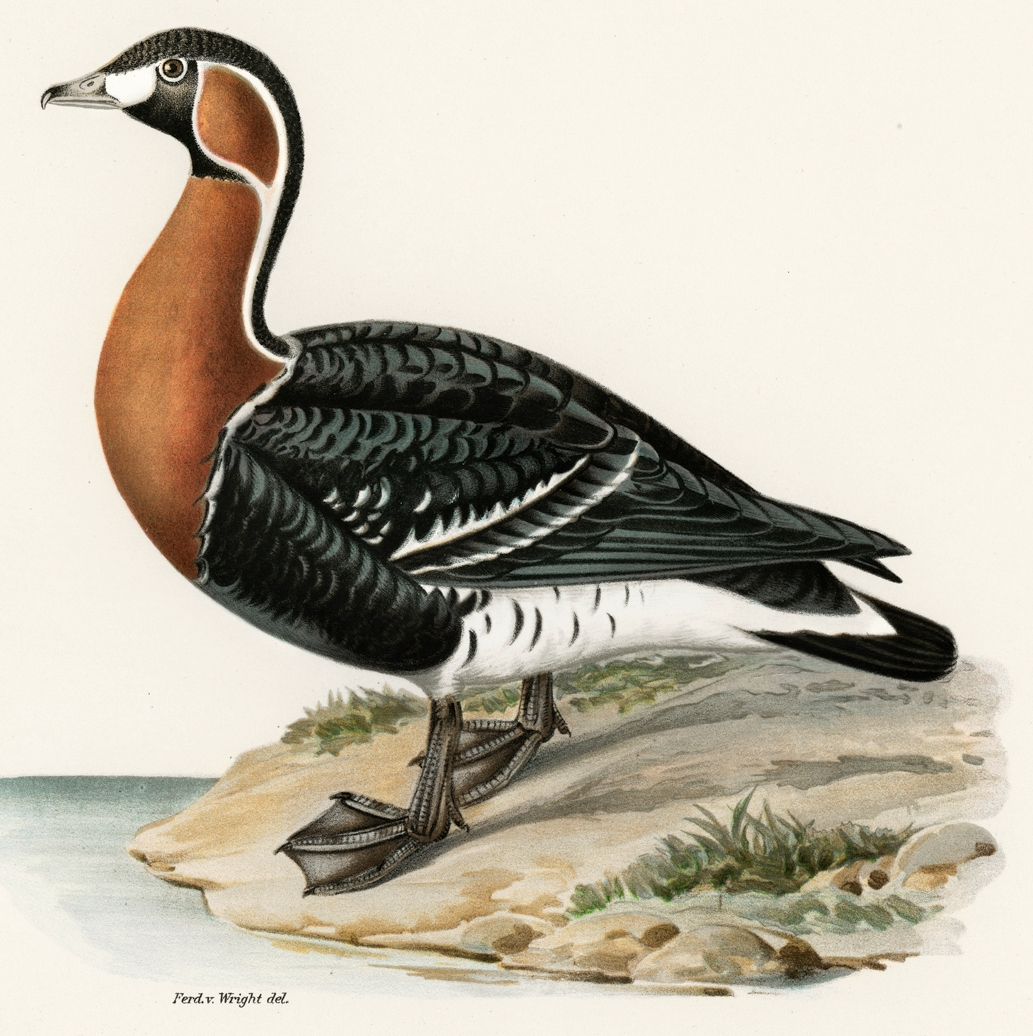
Gâsca cu gât roșu după Svenska fåglar
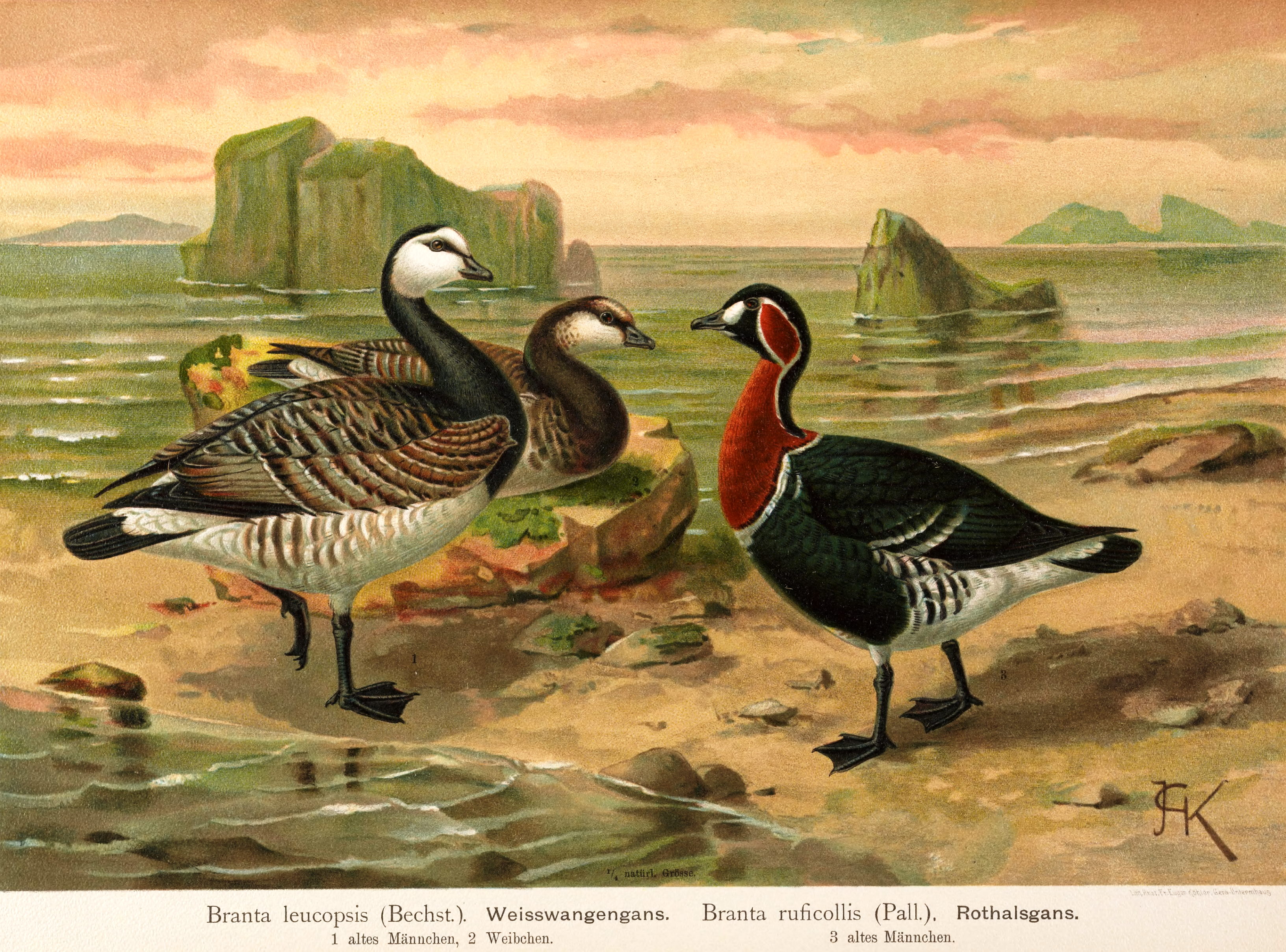
Gâsca cu gât roșu după Naumann
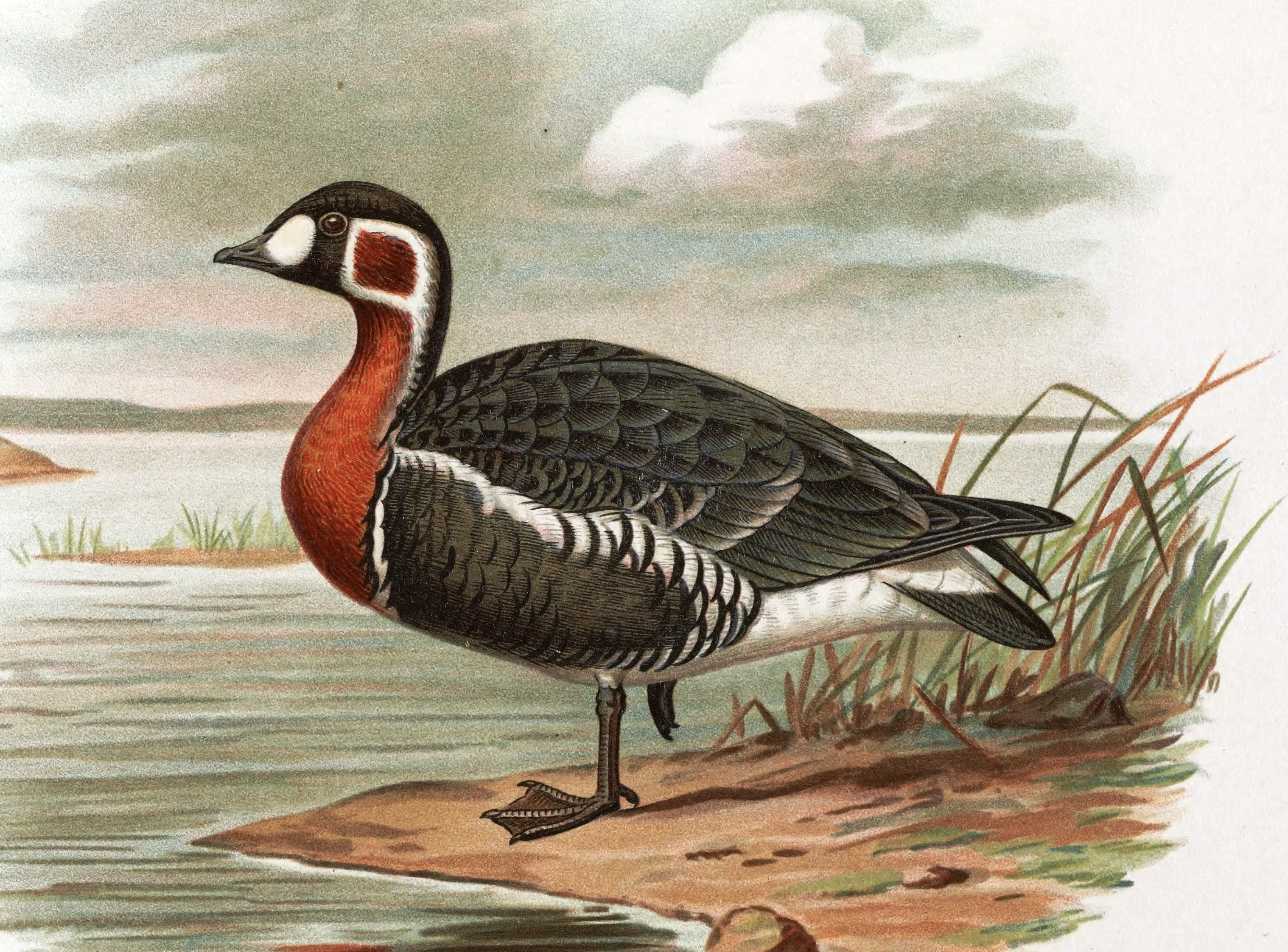
Gâsca cu gât roșu după Sergius Alphéraky